# Лымбелька
Лы́мбелька (нар. южносельк. Лы́мбэл кы) — река в России, протекает по Томской области. Устье реки находится в 472 км по правому берегу реки Тым. Длина реки составляет 240 км, площадь водосборного бассейна 2150 км². Название происходит от селькупских лымб — «орёл» и ка — «река».

## Притоки
(км от устья)
- 51 км: Горелая (пр)
- Урманная (пр)
- Безовская (лв)
- 121 км: Баробасная (пр)
- Сосновая (пр)
- 135 км: Берёзовая (пр)
- Лосевая (лв)
- Сульмаевка (пр)
- Мишкина (лв)
- Сулимка (пр)
- 181 км: Варюшкина (пр)
- Саиспаевка (лв)
- 191 км: Лосевая (пр)
- Никулкина (лв)
- 208 км: Тайлашка (лв)
- 210 км: Болотная (пр)
- 215 км: Комаровка (пр)
- 223 км: Пихтовая (пр)
- Еловая (пр)

## Данные водного реестра
По данным государственного водного реестра России относится к Верхнеобскому бассейновому округу, водохозяйственный участок реки — Обь от впадения реки Васюган до впадения реки Вах, речной подбассейн реки — Васюган. Речной бассейн реки — (Верхняя) Обь до впадения Иртыша.